# Beatrice d'Este (giudicessa di Gallura)
Beatrice d'Este (Ferrara, 1268 – Milano, 15 settembre 1334) è stata una nobildonna italiana, giudicessa di Gallura, per il primo matrimonio, e signora di Milano, per il secondo matrimonio.

## Biografia
poscia che trasmutò le bianche bende, 

le quai convien che, misera!, ancor brami.
Per lei assai di lieve si comprende 

quanto in femmina foco d'amor dura, 

se l'occhio o 'l tatto spesso non l’accende.
Non le farà sì bella sepultura 

la vipera che Melanesi accampa, 

com’avria fatto il gallo di Gallura»
(Dante Alighieri, Purgatorio VIII, 73-81)
Nacque a Ferrara nel 1268, da Obizzo II d'Este, della casata d'Este, signore di Ferrara, Modena e Reggio Emilia, e da Jacopina Fieschi.
Si sposò per la prima volta con il pisano Nino Visconti, giudice di Gallura in Sardegna, dal quale ebbe una figlia, Giovanna. Beatrice (da non confondere con Beatrice Portinari, la musa di Dante) è la moglie senza nome del "giudice Nin gentil" che la ricorda insieme alla figlia Giovanna nell'VIII canto del Purgatorio (Divina Commedia). Infatti Nino chiede a Dante di andare a dire alla giovane figlia di pregare Dio per alleviare la sua pena in Purgatorio, inoltre ricorda la moglie, dicendo che ella s'è tolta presto le "bianche bende" vedovili e s'è risposata con un altro Visconti (del ramo milanese); bende che farebbe meglio a rimpiangere, in quanto, a causa del nuovo marito, dovrà patire l'esilio e, quando morirà, il suo sepolcro non sarà ornato con il ben più nobile gallo di Gallura, ma con la "vipera Melanesi", emblema di forza e frode.
Dopo la morte del marito, avvenuta nel 1296, fu promessa a un figlio di Alberto Scotti, signore di Piacenza, ma il 24 giugno 1300, per un maggior profitto, si sposò in seconde nozze a Modena con Galeazzo I Visconti (1277-1328), di circa dieci anni più giovane e figlio di Matteo I Visconti, signore di Milano.
Fu in esilio insieme al marito, al suocero e a tutta la dinastia dei Visconti di Milano dal 1302 al 1311.
Rientrati in città, nel 1313 l'imperatore Enrico VII di Lussemburgo nominò il marito Galeazzo vicario imperiale di Piacenza, il quale, ben presto, divenne signore della città emiliana.
Nel mese di giugno 1322, Matteo I, settantenne e ormai stanco, venne sostituito al governo di Milano da Galeazzo e si ritirò. Galeazzo lasciò il governo di Piacenza alla moglie Beatrice e a suo figlio Azzone. Nel mese di ottobre, Azzone e sua madre dovettero però fuggire dalla città in rivolta e rifugiarsi a Cremona.
Matteo I morì e, il 24 giugno 1322, Galeazzo fu proclamato signore di Milano dall'assemblea popolare.
Nel 1327, l'imperatore Ludovico il Bavaro depose Galeazzo, che fu cacciato da Milano ed imprigionato con il figlio Azzone nel castello di Monza. La famiglia si rifugiò a Lucca con il condottiero Castruccio Castracani.
Il 6 agosto 1328, Beatrice tornò vedova, mentre il 15 gennaio 1329, suo figlio Azzone venne proclamato signore di Milano.
Beatrice morì il 15 settembre 1334 a Milano e fu sepolta nella chiesa di San Francesco Grande della città. Pare che sul suo sepolcro fece scolpire sia il gallo di Gallura sia il biscione di Milano, in modo da smentire il già popolare canto di Dante, che aveva contrapposto i due emblemi. La chiesa fu demolita nel 1806.

## Ascendenza
|                    |   |                    | Genitori |  |  | Nonni |  |  | Bisnonni        |  |  | Trisnonni      |  |
|                    |   |                    |          |  |  |       |  |  | Azzo VII d'Este |  |  | Azzo VI d'Este |  |
|                    |   |                    |          |  |  |       |  |  | Azzo VII d'Este |  |  | Azzo VI d'Este |  |
|                    |   | Alice di Châtillon |          |  |  |       |  |  | Azzo VII d'Este |  |  |                |  |
| Rinaldo I d'Este   |   |                    |          |  |  |       |  |  | Azzo VII d'Este |  |  |                |  |
|                    |   | Giovanna           | …        |  |  |       |  |  |                 |  |  |                |  |
|                    |   | Giovanna           | …        |  |  |       |  |  |                 |  |  |                |  |
|                    |   | Giovanna           | …        |  |  |       |  |  |                 |  |  |                |  |
| Obizzo II d'Este   |   | Giovanna           |          |  |  |       |  |  |                 |  |  |                |  |
|                    |   | …                  | …        |  |  |       |  |  |                 |  |  |                |  |
|                    |   | …                  | …        |  |  |       |  |  |                 |  |  |                |  |
|                    |   | …                  | …        |  |  |       |  |  |                 |  |  |                |  |
| Adelaide da Romano |   | …                  |          |  |  |       |  |  |                 |  |  |                |  |
|                    |   | …                  | …        |  |  |       |  |  |                 |  |  |                |  |
|                    |   | …                  | …        |  |  |       |  |  |                 |  |  |                |  |
|                    |   | …                  | …        |  |  |       |  |  |                 |  |  |                |  |
| Beatrice d'Este    |   | …                  |          |  |  |       |  |  |                 |  |  |                |  |
|                    | … | …                  |          |  |  |       |  |  |                 |  |  |                |  |
|                    | … | …                  |          |  |  |       |  |  |                 |  |  |                |  |
|                    | … | …                  |          |  |  |       |  |  |                 |  |  |                |  |
| …                  | … |                    |          |  |  |       |  |  |                 |  |  |                |  |
|                    |   | …                  | …        |  |  |       |  |  |                 |  |  |                |  |
|                    |   | …                  | …        |  |  |       |  |  |                 |  |  |                |  |
|                    |   | …                  | …        |  |  |       |  |  |                 |  |  |                |  |
| Jacopina Fieschi   |   | …                  |          |  |  |       |  |  |                 |  |  |                |  |
|                    |   | …                  | …        |  |  |       |  |  |                 |  |  |                |  |
|                    |   | …                  | …        |  |  |       |  |  |                 |  |  |                |  |
|                    |   | …                  | …        |  |  |       |  |  |                 |  |  |                |  |
| …                  |   | …                  |          |  |  |       |  |  |                 |  |  |                |  |
|                    |   | …                  | …        |  |  |       |  |  |                 |  |  |                |  |
|                    |   | …                  | …        |  |  |       |  |  |                 |  |  |                |  |
|                    |   | …                  | …        |  |  |       |  |  |                 |  |  |                |  |
|                    |   | …                  |          |  |  |       |  |  |                 |  |  |                |  |

## Discendenza
Dal matrimonio con Nino Visconti nacque una figlia:
- Giovanna Visconti di Gallura (1291-1339), giudicessa titolare di Gallura dal 1296, ma con titolo puramente teorico, infatti non venne mai in possesso delle sue terre, essendo quest'ultime in mano alla Repubblica di Pisa. In seguito vendette il titolo al fratellastro, Azzone, che passò poi agli Aragona. Sposò Rizzardo II da Camino.

Dal matrimonio con Galeazzo I Visconti nacquero due figli:
- Azzone Visconti (1302-1339), signore di Milano dal 1329 al 1339;
- Ricciarda Visconti (1304-1361), nel 1329 sposò Tomasso II (ca 1304-1357), marchese di Saluzzo.